# Ipu, condamné à vie
Pour les articles homonymes, voir Ipu.
Pour plus de détails, voir Fiche technique et Distribution.
Ipu, condamné à vie (A Farewell to Fools) est un film roumano-germano-belge réalisé par Bogdan Dreyer (ro), sorti en 2013.

## Synopsis
En août 1944, dans un village de Transylvanie, un soldat français grièvement blessé lors de la Première Guerre mondiale, a pour ami un jeune garçon du village. Considéré comme un simple d'esprit par les gens du village, Ipu a également des difficultés financières. Dans le contexte de l'époque, la mort d'un combattant allemand fait craindre à la population locale des représailles. Les notables, froussards et sans scrupules, vont alors vouloir profiter de celui qu'ils considèrent comme l'idiot du village et lui faire endosser la mort du soldat allemand…

## Fiche technique
- Titre : Ipu, condamné à vie
- Titre roumain : Condamnat la viață
- Titre original : A Farewell to Fools
- Réalisation : Bogdan Dreyer (ro)
- Scénario : Anusavan Salamanian d'après le roman de Titus Popovici
- Musique : Joris van den Hauwe
- Photographie : Richard van Oosterhout
- Montage : Philippe Ravoet
- Production : Giuliano Doman et Daniel Zuta
- Société de production : Shoreline Entertainment, Arte, ZDF, Mollywood, BV McCann-Erickson, Mindshare Media, Family Film Production, Daniel Zuta Filmproduktion et Minds Meet
- Pays :  Roumanie,  Allemagne et  Belgique
- Genre : Comédie dramatique et guerre
- Durée : 85 minutes
- Dates de sortie : 
  -  Roumanie : 15 mars 2013
  -  France : 30 septembre 2013 (télévision)

## Distribution
- Gérard Depardieu : Ipu
- Harvey Keitel : le père Ioan
- Laura Morante : Margherita
- Bogdan Iancu : Alex
- Alexandru Bindea : Gossman
- Nicodim Ungureanu : le maire
- Gheorghe Visu : le notaire
- Hubert Damen : le docteur
- Adina Cartianu : Clara
- Daniela Nane : la Femme du docteur
- Gabriela Baluta : Linda
- Andrei Seusan : Friederich

## Tournage
Il a été tourné à Bucarest et Sighișoara.